# Structure différentielle
En mathématiques, une structure différentielle à n dimensions (ou structure différentiable) sur un ensemble M transforme M en une variété différentielle à n dimensions, qui est une variété topologique avec une structure supplémentaire qui permet un calcul différentiel sur la variété. Si M est déjà une variété topologique, il est nécessaire que la nouvelle topologie soit identique à celle existante. 
Pour un entier naturel n et un k qui peut être un entier non négatif ou l'infini, une structure différentielle Ck  à n dimensions est définie à l'aide d'un Ck - atlas, qui est un ensemble de bijections appelées cartes entre une collection de sous-ensembles de M (dont l'union est l'ensemble de M ), et un ensemble de sous-ensembles ouverts de {\displaystyle \mathbb {R} ^{n}} : 
{\displaystyle \varphi _{i}:M\supset W_{i}\rightarrow U_{i}\subset \mathbb {R} ^{n}}
qui sont Ck-compatibles (au sens défini ci-dessous): 
Chacune de ces cartes fournit un moyen par lequel certains sous-ensembles du collecteur peuvent être considérés comme des sous-ensembles ouverts de {\displaystyle \mathbb {R} ^{n}} mais l'utilité de cette notion dépend de la mesure dans laquelle ces notions concordent lorsque les domaines de deux de ces cartes se chevauchent. 